# James Hastings
James Hastings, född 1852 i Huntly, Aberdeenshire, död 1922, var en skotsk encyklopedisk redaktör. 
Hastings var präst inom den unerade skotska frikyrkan, 1901–1911 anställd i Saint Cyrus i närheten av staden Montrose. Han var teologie doktor vid Aberdeens universitet. Hastings gjorde sig känd inom den teologiskt bildade världen dels som utgivare från 1890 av en mycket spridd tidskrift, Expository Times (utkommer ännu med ett nummer var månad), dels, och framför allt, som redaktör för flera stora encyklopediska verk av exegetiskt och allmänt religionshistoriskt innehåll, till vilka han förstod att skaffa sig medarbetare bland hela världens främsta fackmän. Under loppet av 1890-talet utgav han sålunda Dictionary of the Bible (5 band, 1898–1904), där den aktuella vetenskapens tryggade resultat framlades i specialartiklar rörande historiska, arkeologiska och bibelteologiska ämnen. Åren 1906–1907 utsände Hastings Dictionary of Christ and the Gospels (2 band), särskilt lämpat för präster och predikanter. Hans Encyclopaedia of Religion and Ethics, som utkom i 12 band 1908–1921, var sin tids främsta samlingsverk på religionshistoriens vidsträckta område. Samtliga ovannämnda arbeten utgavs av förlagsfirman T&T Clark i Edinburgh. Hastings utgav vidare Dictionary of the Apostolic Church (2 band, 1915, 1918) samt började 1910 utge serien The great texts of the Bible (20 band), 1913 serien The Greater Men and Women of the Bible och 1915 serien Great Christian Doctrines (3 band, 1915, 1919, 1921).